# Lisa Maria Potthoff

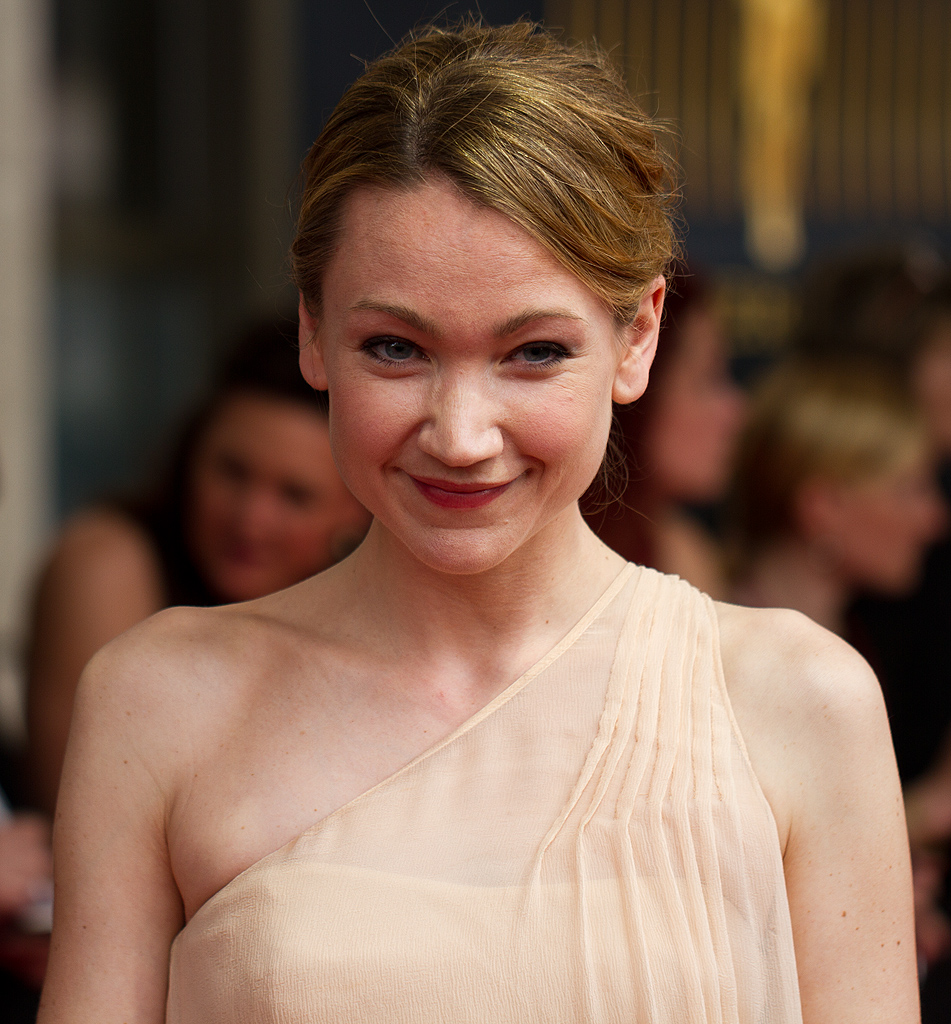
Lisa Maria Potthoff (2012)

Lisa Maria Potthoff (* 25. Juli 1978 in West-Berlin) ist eine deutsche Schauspielerin.

## Leben und Karriere
Lisa Maria Potthoff wuchs als Kind einer Ärztin und eines Psychologen in Höhenkirchen bei München auf, wo sie auch bairisch lernte. Als Teenager nahm sie Tanzkurse und privaten Schauspielunterricht. Im Alter von 14 Jahren war sie Komparsin in einer Folge der Fernsehserie Derrick. Von 1997 bis 1999 absolvierte sie eine Ausbildung an der Schauspielschule Schauspiel München.
Bereits ab 1995 hatte sie erste Rollen in Fernsehserien wie Polizeiruf 110 und SOKO 5113. Im Fernsehen hatte sie Hauptrollen in Bittere Unschuld, Holstein Lovers, Ein Weihnachtsmärchen, Sommerwind, Blond: Eva Blond!, Der Tod ist kein Beweis und an der Seite von Herbert Knaup in Die Tochter des Kommissars. In den letzten Jahren spielte Potthoff auch Hauptrollen in Kinofilmen, so unter anderem als „Braut Sophie“ in der schwarzen Komödie Die Bluthochzeit, als „Nadja“ in Soloalbum, als „Susanne“, die Managerin einer schwulen Fußballmannschaft, in Männer wie wir und als „Eleonore Schikaneder“ in Marcus H. Rosenmüllers Sommer der Gaukler.
1999 zog Potthoff von München nach Berlin. Seit 2013 spielt sie die Rolle der „Susi“ in der Heimatkrimi-Filmreihe um den Polizisten Franz Eberhofer, basierend auf der Buchreihe von Rita Falk. Seit 2014 verkörpert sie die Polizistin Sarah Kohr in der gleichnamigen Krimireihe. Ebenfalls ab 2014 (bis 2019) war sie Hauptkommissarin Julia Thiel in der Reihe Der Usedom-Krimi.
Lisa Maria Potthoff hat eine große Leidenschaft für Kampfsport und ist bekannt dafür, in ihren Rollen fast alle Stunts selbst zu machen. Sie ist verheiratet, Mutter von zwei Kindern und lebt in Berlin.

## Filmografie (Auswahl)

### Kino
- 2003: Soloalbum
- 2004: Männer wie wir
- 2004: Nocturne
- 2005: Am Tag als Bobby Ewing starb
- 2005: Die Bluthochzeit
- 2006: Schwere Jungs
- 2007: Stellungswechsel
- 2007: Pornorama
- 2008: Hardcover
- 2008: Die Geschichte vom Brandner Kaspar
- 2011: Sommer der Gaukler
- 2012: Wer’s glaubt wird selig
- 2013: Dampfnudelblues
- 2014: Winterkartoffelknödel
- 2014: Männerhort
- 2016: Schweinskopf al dente
- 2017: Grießnockerlaffäre
- 2017: Maria Mafiosi
- 2018: Sauerkrautkoma
- 2019: Leberkäsjunkie
- 2020: Es ist zu deinem Besten
- 2021: Kaiserschmarrndrama
- 2022: Guglhupfgeschwader
- 2023: Rehragout-Rendezvous

### Fernsehen
- 1999: Aus heiterem Himmel (Fernsehserie, Folge Am Drücker)
- 1999: In aller Freundschaft (Fernsehserie, Folge Gestohlenes Glück)
- 1999–2005: SOKO 5113/SOKO München (Fernsehserie, verschiedene Rollen, 2 Folgen)
- 2000–2003: Bei aller Liebe (Fernsehserie, 38 Folgen)
- 2001: Polizeiruf 110: Bei Klingelzeichen Mord (Fernsehreihe)
- 2001: Die Tochter des Kommissars
- 2002: Blond: Eva Blond!: Das Buch der Beleidigungen (Fernsehreihe)
- 2002: Der Tod ist kein Beweis
- 2003: Großstadtrevier (Fernsehserie, Folge Das Leben ist schön)
- 2003: Tatort: Hexentanz (Fernsehreihe)
- 2004: Der Bulle von Tölz: Wenn die Masken fallen (Fernsehreihe)
- 2005: Liebe hat Vorfahrt
- 2005: Tatort: Tod auf der Walz
- 2006: Mozart – Ich hätte München Ehre gemacht
- 2006: Entführ’ mich, Liebling
- 2007: Notruf Hafenkante (Fernsehserie, Folge Das schwarze Kleid)
- 2007: Post Mortem – Beweise sind unsterblich (Fernsehserie, Folge Grenzenlose Liebe)
- 2007: Kahlschlag
- 2007: Tatort: Bienzle und sein schwerster Fall
- 2008: Todsünde
- 2009: Tatort: Bittere Trauben
- 2009: Hinter blinden Fenstern
- 2009: Der Alte (Fernsehserie, Folge Tödliches Alibi)
- 2010: Wolfsfährte
- 2010: Nachtschicht – Das tote Mädchen (Fernsehreihe)
- 2010: Zimtstern und Halbmond
- 2011: Blaubeerblau
- 2011: Tödlicher Rausch
- 2012: Bloch: Der Fremde (Fernsehreihe)
- 2012: Blutadler
- 2012: Trau niemals deiner Frau
- 2013: Achtung Polizei! – Alarm um 11Uhr11
- 2013: Letzte Spur Berlin (Fernsehserie, Folge Hoffnungsträger)
- 2013: Rosa Roth – Der Schuss (Fernsehreihe)
- 2013: Marie Brand und die Engel des Todes (Fernsehreihe)
- 2013: Die Gruberin
- seit 2014: Sarah Kohr (Fernsehreihe) → siehe Episodenliste
- 2014: Die Hebamme
- 2014–2019: Der Usedom-Krimi (Fernsehreihe) → siehe Episodenliste
- 2015: SCHULD nach Ferdinand von Schirach (Fernsehserie, verschiedene Rollen, 2 Folgen)
- 2015: Brandmal
- 2016: Der mit dem Schlag
- 2018: Carneval – Der Clown bringt den Tod
- 2018: Bier Royal (Fernsehzweiteiler)
- 2019: Skylines (Fernsehserie, 6 Folgen)
- 2019: Irgendwas bleibt immer
- 2021: Für immer Sommer 90
- 2021: Gefährliche Wahrheit
- 2021: Eine riskante Entscheidung
- 2022: Herzogpark (Miniserie)
- 2022: Vienna Blood – Rendezvous mit dem Tod (Fernsehreihe)
- 2024: Mein Kind – Moya Ditina
- 2025: Oktoberfest 1905

## Auszeichnungen
- 2019: Preis der Deutschen Akademie für Fernsehen in der Kategorie Stunt für „Sarah Kohr – Das verschwundene Mädchen“ (gemeinsam mit Wanja Götz)
- 2021: Preis der Deutschen Akademie für Fernsehen in der Kategorie Stunt für „Sarah Kohr – Schutzbefohlen“ (gemeinsam mit Wanja Götz)